# چوئو-کو، توکیو

نقشهٔ منطقهٔ چوائو در توکیو

منطقهٔ چوئو (به ژاپنی: 中央区 Chuo-ku) یکی از ۲۳ منطقه ویژه توکیو پایتخت ژاپن است. 
مساحت آن  ۱۰٬۰۸۵ کیلومتر مربع است و از نظر کوچکی مساحت در بین مناطق ویژهٔ توکیو بعد از تایتو دومین منطقهٔ کوچک محسوب می‌شود. از نظر جمعیت مستقر نیز بعد از چیودا کمترین جمعیت را داراست. به دلیل مستقر بودن دفاتر اداری و شرکت‌های مختلف در این منطقه، جمعیت آن در روز به شش برابر جمعیت مستقر در آن افزایش پیدا می‌کند.  در این منطقه ساختمان‌های اداری و شرکت‌ها چشمگیر هستند. از نظر مسکونی نیز آسمانخراش‌های بلند مسکونی و آپارتمان‌های دولتی و مجتمع‌های مسکونی بیش از نیمی از مساحت چوئو را تشکیل می‌دهند. خانه‌های ویلائی و آپارتمان‌های کوچک به ندرت در این منطقه دیده می‌شوند.

## نگارخانه

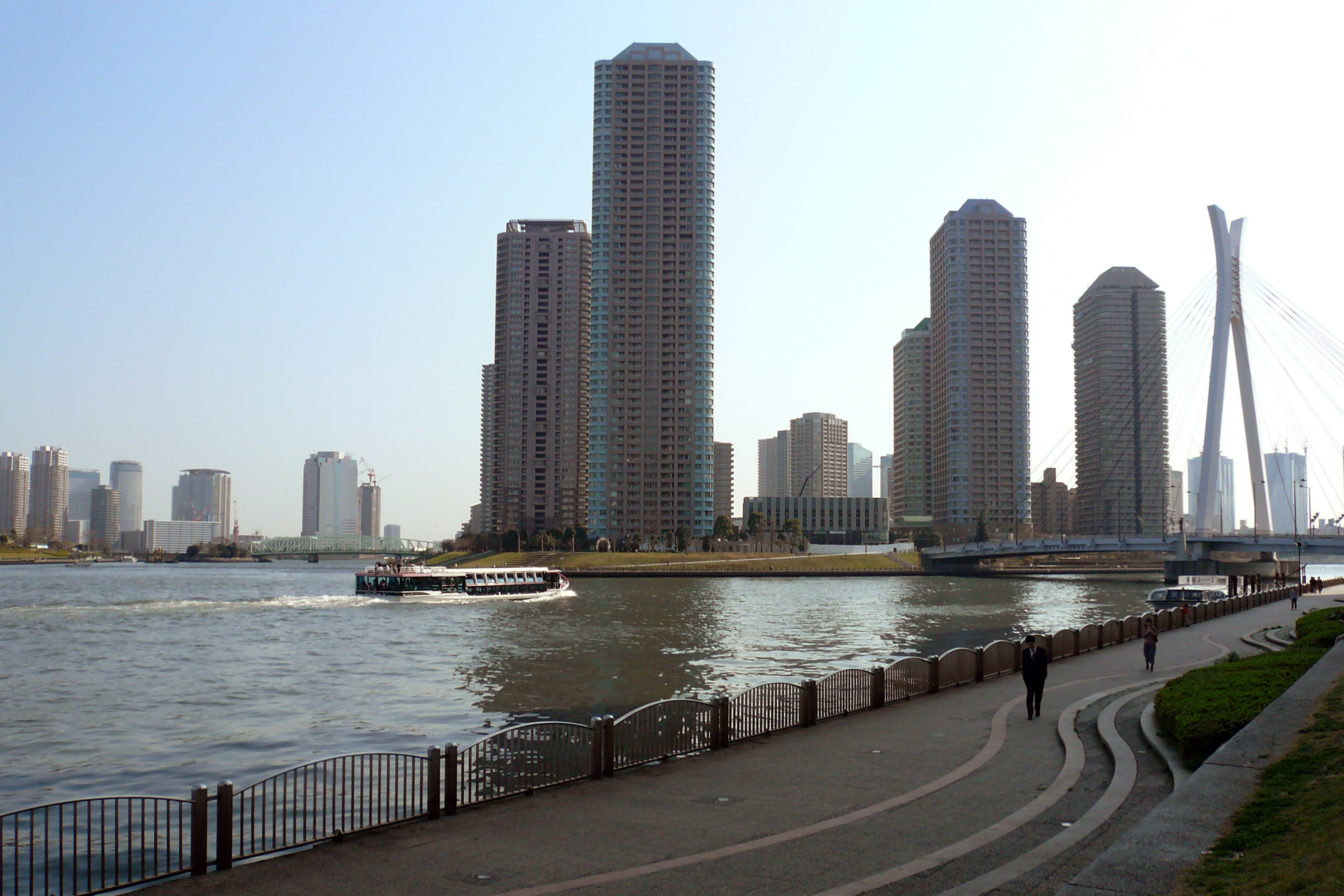
منظرهٔ منطقهٔ چوئو از رودخانهٔ سومیدا